# Typex

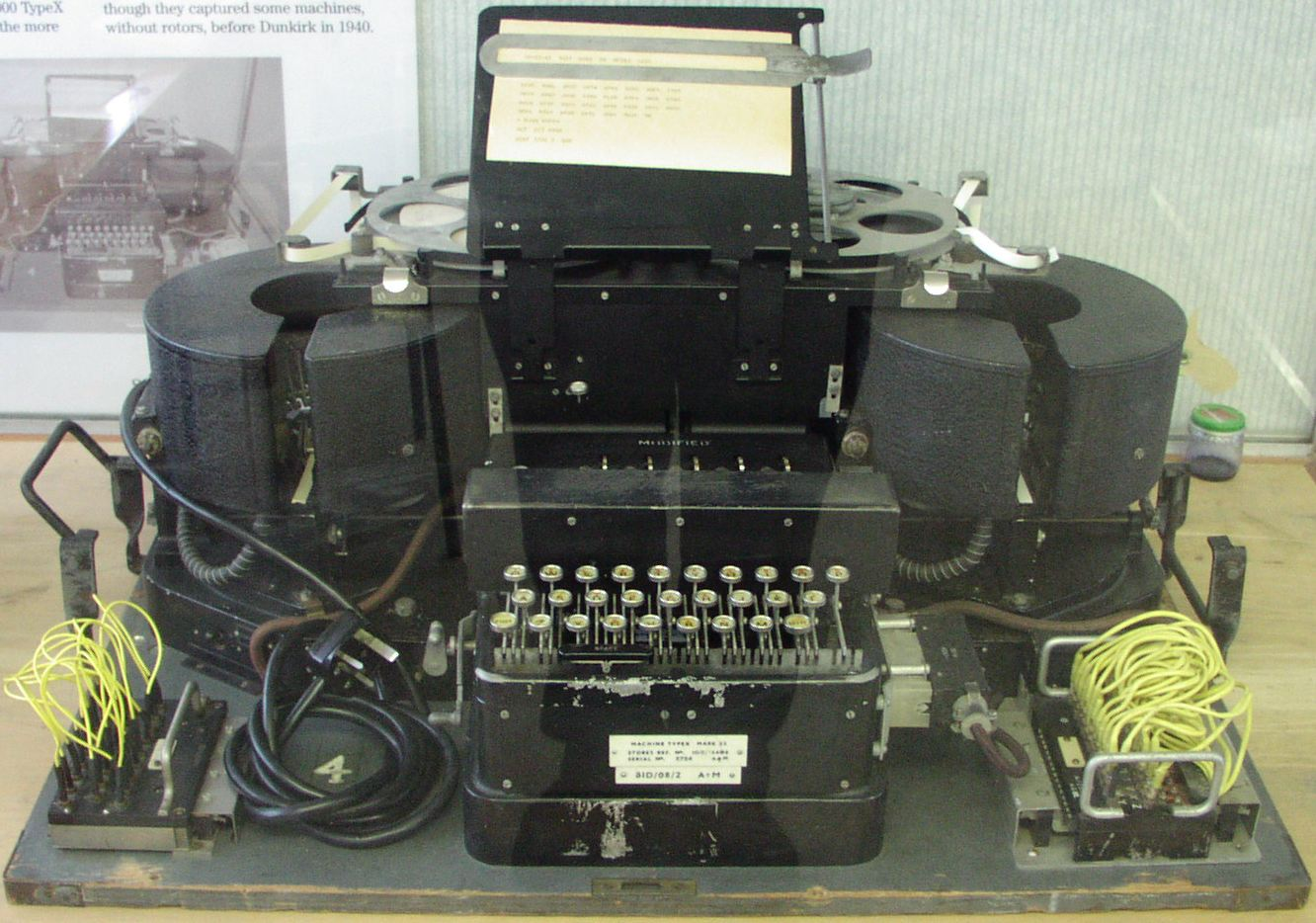
Typex는 상업용 에니그마에 기반을 두고 있지만, 여러 가지 보안적 사안들이 추가되었다. 사진속의 모델인 Typex 22는 후기 개량형으로, 2개의 플러그보드가 자리해있다.

Typex(혹은, Type X or TypeX)는 1937년에 영국에서 사용된 암호 장비이다. 이는 원래 독일의 상업용 에니그마 머신에 기반을 두고 있지만, 여러 가지 보안적인 개량을 거쳤다. Typex(그리고 여러 개정판)들은 1950년대 중반까지 다른 암호 시스템이 등장할때까지 군 암호 시스템에서 사용되었다

## 개략
에니그마 머신과 마찬가지로, Typex도 로터를 사용한다. Typex는 여러 가지 변종이 있으나, 모두 5개의 로터를 가지고 있으며, 이는 3개 혹은 4개의 로터를 가진 에니그마 머신과 대조된다. 에니그마와 마찬가지로 신호는 로터 끝의 반사 바퀴로 인해 2번 로터로 전달된다. Typex 로터에서는, 각각의 전기 접점이 신뢰성을 높이기 위해 두배가 되었다.
5개의 로터중, 첫번째 바퀴와 두번째 바퀴는 고정되어 있다. 이는 회전자 메커니즘을 복잡하게 하지 않으면서 추가적인 암호화를 제공했다. 이 목적은 에니그마의 플러그보드와 유사하며, 에니그마의 플러그보드와 달리 교체를 쉽게 하여 추가적인 난수성을 얻을 수 있었다. 그러나, 로터의 배선은 날마다 쉽게 바꿀수 없었다. 그후 나중에 플러그보드가 추가되게 된다.
Typex의 주요 개량점은 기본 에니그마보다 더 많은 이웃 로터를 돌리는 더 많은 새김눈에 있었다. 그렇게하여 에니그마의 정해진 노치로 인해 발생되는 특정한 상황에서 발생되는 암호문의 특정한 패턴을 뱉어내게 하는 공격이 먹히지 않았다.

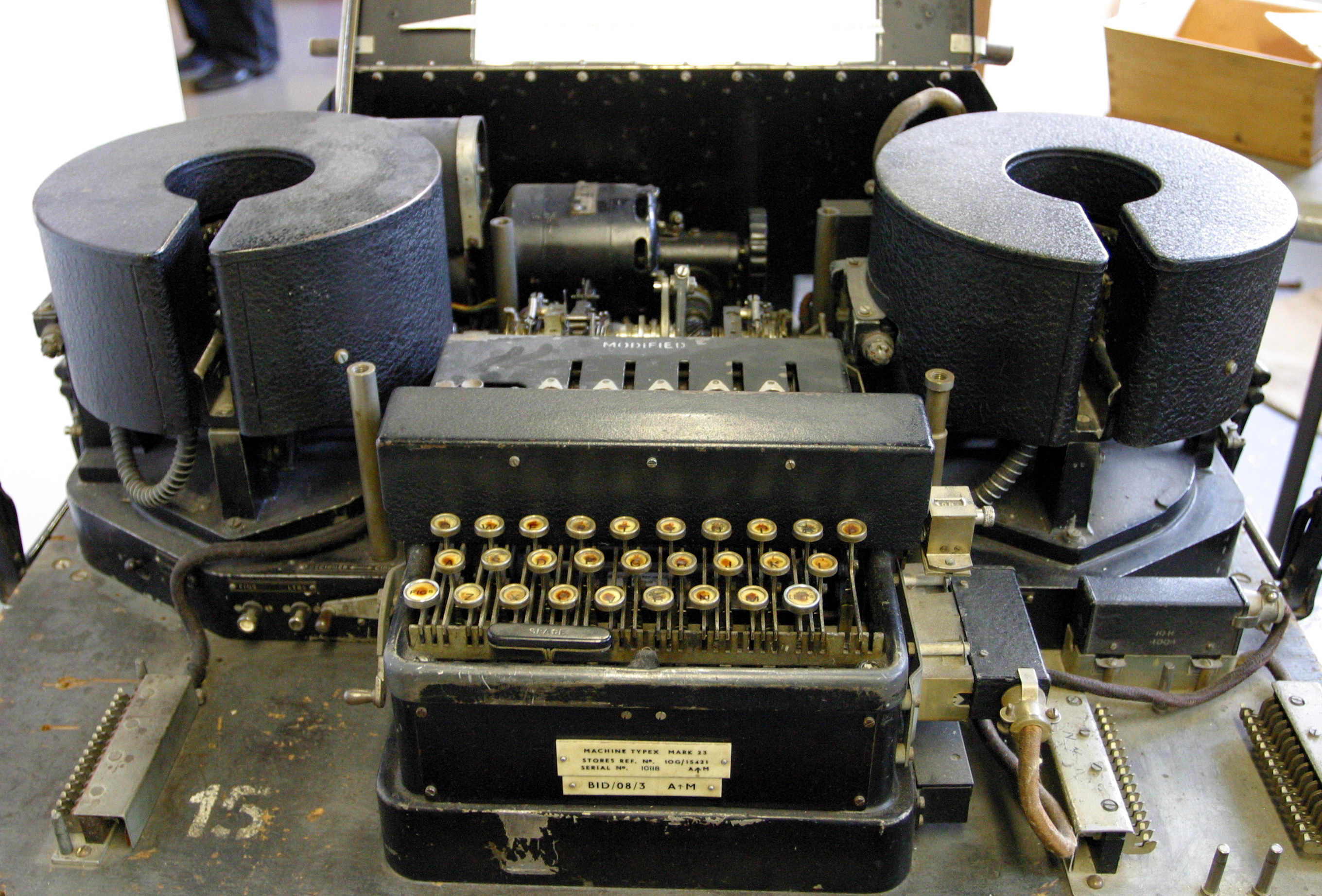
Typex 23, Mark 22와 비슷하지만, 통합 암호 장비(Combined Cypher Machine, CCM)와 같이 사용하기 위해 고쳐졌다.

몇몇 Typex 로터는 2가지 파트로 구성되었는데, "슬러그"에는 금속 케이싱 안에 전선이 들어가 있었다. 그리고 다른 케이스에는 다른 숫자들의 노치, 예를 들어 5, 7 혹은 9개의 노치가 붙어져 있었다. 각각의 슬러그들은 뒤집어서 두가지 다른 방법으로 넣을 수 있었다. 사용할때는 같은 숫자의 노치가 있는 케이스를 사용했다. 보통 5개의 슬러그는 10개의 노치세트로 구성되었다.
몇몇 모델에서는, 분당 20단어를 전송하거나 혹은 평문이나 암호문을 종이 테이프에 인쇄했다. 몇몇 휴대용 모델, 예를 들어 마크 3의 경우, 왼손으로는 치고, 오른손으로는 핸들을 돌릴수 있도록 하였다.

## 역사 및 개발
1920년대, 영국 정부는 북 코드 시스템을 교체할 것을 찾고 있었다. 1926년 학과간 위원회가 개최되어 암호장비로 바꾸는것에 대해 고려하였다. 몇년의 시간이 들고, 예산이 초과하였고, 위원회는 여러 가지 옵션은 내놨지만, 대안을 내놓지 못했다. 한가지 제안이 공군 중령인 Oswyn G. W. G. Lywood에게서 나왔다. 그의 제안은 상업용 이니그마를 도입하돼, 여기에 인쇄 유닛을 붙이는 거였으며, 위원회는 라이우드의 이 제안을 거부하게 된다.

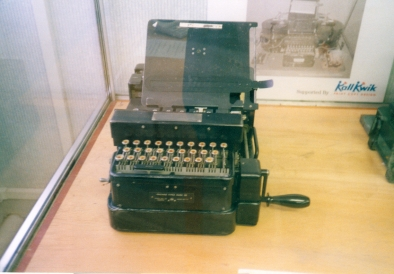
손으로 돌릴수 있는 Typex Mk III

1934년 라이우드는 영국 공군에서 기계를 사용할 수 있다는 허가를 얻어내었다. 라이우드는 J. C. 컬슨, 알버트 P. 리먼, 그리고 어네스트 W. 스미스등과 같이 일했으며, Creed & Company에서 인쇄 유닛을 제공 받았다. 첫번째 프로토 타입은 1935년 4월 30일 항공부에 제출되었으며, 1937년 초반부, 30대의 TypeX가 영국 공군에 납품되었다. 이 기계는 처음 "Type X 장치가 붙은 RAF 이니그마"라고 불렸다. 이후 디자인이 발달한 모델이 1937년 2월에 나왔다. 1938년 6월, Type Mark II가 위원회 앞에서 시연되었으며, 350대의 머신을 수주받게 된다. 마크 II의 경우 평문을 인쇄하는 프린터와 더불어 암호문을 인쇄하는 프린터로 인해 크기가 컸다. 그렇게 해서 120 lb (54 kg)이 넘어가면서, 30 in (760 mm) × 22 in (560 mm) × 14 in (360 mm)였다. 시험후, Typex는 영국 공군과 육군 그리고 다른 정부 부처등에 납품되었다.
Typex Mark III는 크기를 더 줄여서, 핸들을 사용하여 구동할 수 있었다 (또한 모터를 사용하여도 되었다). 최대 속도는 분당 60자를 찍어내는 것으로, 마크 II이 찍은 300자보다 확실히 느렸다.
Typex Mark VI는 마크 III과 같이 손으로 동작하는 물건으로, 20 in (510 mm) ×12 in (300 mm) ×9 in (230 mm), 무게 30 lb (14 kg) 에 700개의 부품으로 이뤄졌다. 그후 1941년 11월 이후 반사바퀴에 플러그보드가 추가되었다.
또한 연합국 공동으로 사용하기 위해 통합 암호 장비(Combined Cipher Machine, CCM)이 영국 해군에서 1943년 11월에 개발되었다. 통합 암호 장비는 Typex와 미군의 ECM Mark II 혹은 SIGABA가 호환되게 설계되었다.

## 보안 및 사용
Typex는 캐나다와 뉴질랜드같은 커먼웰스 국가들도 이용하였다.
1943년, 미국과 영국은 서로 통합 암호 장비에 합의하였고, 영국의 Typex와 미국의 ECM Mark II는 서로 호환되었다. 영국에서는 Typex를 미국인들에게 보여줬지만, 더 복잡한 디자인을 가진 ECM Mark II는 미국인들이 보여주지 않았다. 대신, 둘이 서로 읽을 수 있는 첨부물을 붙였다.
Typex는 영국의 암호 공격 테스트에서도 상당한 진전을 보였지만, 늘어난 복잡도와 더불어 적은 량의 트래픽으로 인해 이니그마 만큼의 결과를 보여주진 못했다.
로터가 제거된 Typex 머신은 다이너모 작전 당시 독일군에게 노획되었으며, 여러 독일 암호분석 분과들은 TypeX를 공격하려고 하였다. 그러나, 결국 6주후 더이상의 인력과 시간이 들어가지 않자 B-Dienst 암호해독 기구에서는 이를 포기했다.
또한 독일의 암호해독자는 Typex가 에니그마에 비해 최소 7개의 로터를 가지고 있기 때문에, 에니그마의 메시지가 뚫리지 않다는 믿음을 기반으로 Typex의 암호를 뚫을 수 없다고 믿었다.
Typex는 세계 제 2차 세계대전 이후에도 사용되었다. 뉴질랜드는 Typex를 1970년 초반까지 사용했으며, 마지막 기계를 1973년에 파기하였다.

## 노트
1. ↑  Deavours and Kruh
2. ↑  Ferris, John (2007년 5월 7일). 《Intelligence and Strategy: Selected Essays》. Routledge. 165쪽. ISBN 9781134233342. 2018년 2월 27일에 확인함.
3. ↑  Ratcliff, Rebecca Ann (2006). 《Delusions of Intelligence》. Cambridge University Press. 165쪽. ISBN 0-521-85522-5.
4. ↑  Mogon, Eric. “Chapter 8-A History of Communications Security in New Zealand/ Codes & Cyphers in World War 2”. 《Unofficial RNZN Communications History》. RNZN Communicators Association. 2014년 12월 28일에 확인함. (PDF version-135 Kb)

## 같이 보기
- 에니그마의 해독

## 참고 문헌
- Martin Campbell-Kelly, ICL: A Business and Technical History, Oxford University Press, 1990.
- Dorothy Clarkson, "Cypher Machines: Maintenance and Restoration Spanning Sixty Years", Cryptologia, 27(3), July 2003, pp. 209–212.
- Cipher A. Deavours and Louis Kruh, "Machine Cryptography and Modern Cryptanalysis", Artech House, 1985, pp. 144–145; 148–150.
- Ralph Erskine, "The Admiralty and Cipher Machines During the Second World War: Not So Stupid after All". Journal of Intelligence History 2(2) (Winter 2002).
- Ralph Erskine, "The Development of Typex", The Enigma Bulletin 2 (1997): pp. 69–86
- Kruh and Deavours, "The Typex Cryptograph" Cryptologia 7(2), pp. 145–167, 1983
- Eric Morgon, "The History of Communications Security in New Zealand", Part 1 (PDF).Possibly related page as html